# IMG Worlds of Adventure
Koordinaten: 25° 4′ 55″ N, 55° 19′ 10″ O
IMG Worlds of Adventure ist ein Indoor-Freizeitpark in Dubai, der Hauptstadt des Emirats Dubai der Vereinigten Arabischen Emirate. Mit einer Fläche von 140.000 Quadratmetern und einer Kapazität von täglich mehr als 20.000 Besuchern ist der ganzjährig betriebene Park der größte Indoor-Themenpark der Welt. Er wurde ab 2012 errichtet und nach mehreren Terminverschiebungen (ursprünglich war 2013, dann Anfang 2014 geplant) am 31. August 2016 eröffnet. Die Baukosten beliefen sich auf rund 1 Milliarde Dollar. Eigentümer ist die Ilyas & Mustafa Galadari Group (IMG).
Die Anlage an der Sheikh Mohammed bin Zayed Road ist Teil der City of Arabia in dem noch unfertigen Urban Entertainment Center DubaiLand. Sie ist in einem stählernen, klimatisierten Kuppelbau untergebracht und in vier thematische Zonen gegliedert, die zusammen rund 20 Fahrgeschäfte enthalten. Hinzu kommt ein Novo Cinemas Großkino mit zwölf Sälen.
- Marvel: diverse Attraktionen rund um Figuren aus den Marvel Comics (Avengers, Hulk, Spider-Man, Thor)
- Cartoon Network: Attraktionen nach Figuren aus der Welt des Cartoon Network inklusive 5D-Kino
- Lost Valley - Dinosaur Adventure: eine Eigenentwicklung der IMG rund um das Thema Dinosaurier, mit elektronisch animierten Großfiguren und Fahrgeschäften, außerhalb des überdachten Baus angegliedert ist die größte Achterbahn Velociraptor
- IMG Boulevard: Dieser Bereich liegt im Zentrum der Anlage und enthält ein Spuk-Hotel, Restaurants und Läden

## Achterbahnen
| Name                         | Typ                                | Hersteller                 | Eröffnungsjahr | Bemerkungen                                                                      | Ref.  |
| ---------------------------- | ---------------------------------- | -------------------------- | -------------- | -------------------------------------------------------------------------------- | ----- |
| Predator                     | Indoorachterbahn                   | Gerstlauer Amusement Rides | 2016           | Von diesem Euro-Fighter Modell 320+ existieren vier weitere, baugleiche Anlagen. | [ 3 ] |
| Spider-Man Doc Ock's Revenge | Indoorachterbahn, Spinning Coaster | Mack Rides                 | 2016           | Diese Bahn ist eine Kopie von Sierra Sidewinder in Knott's Berry Farm.           | [ 5 ] |
| Velociraptor                 | Launched Coaster                   | Mack Rides                 | 2016           | Diese Bahn ist eine Kopie von Blue Fire Megacoaster im Europa-Park.              | [ 7 ] |